# Convento e Igreja de Santo Antônio e Capela da Ordem Terceira
O Convento e Igreja de Santo Antônio e Capela da Ordem Terceira é um conjunto conventual católico, construídos no século XVII. O conjunto conventual está localizado na cidade de São Francisco do Conde, no estado brasileiro da Bahia. É um patrimônio histórico nacional, tombado pelo Instituto do Patrimônio Histórico e Artístico Nacional (IPHAN), na data de 17 de outubro de 1941, sob o processo de nº 257-T-1941.

## História
Em 1629, Gaspar dos Reis Pinto e sua esposa Isabel Fernandes doam verbalmente, aos franciscanos de Salvador, um terreno do Real Engenho de Sergipe do Conde de Liinhares (atual cidade São Francisco do Conde) para a construção do Convento de Santo Antônio e no dia 31 de agosto de 1633, é oficializado a doação através de escritura.
Para o local, foi designado como primeiro guardião o Frei Francisco de Lisboa, que foi acompanhado por dois sacerdotes, um irmão estudante de teologia e dois irmãos leigos. No ano de 1639, as obras da capela de São Francisco de Assis foram finalizadas e, em 1649, o Convento de Santo Antônio foi construído ao entorno da capela.
No século XVIII, o quinto superior Frei Manuel das Neves, reconstrói uma nova igreja no lugar da capela e o convento passa por ampliações.

## Arquitetura
A igreja foi construída com dois pavimentos e possui nave única, capela-mor e sacristia transversal. No frontispício foi construído janelas com moldura em cantaria trabalhada e uma galílé com cinco arcos em cantaria sobre torres com terminação piramidal e revestidas com azulejos. A nave possui vinte e quatro painéis em azulejos figurativos representando todos os dezesseis milagres de Santo Antônio, e o forro de madeira em abóbada abatida com pintura ilusionista feita por José Joaquim da Rocha. A capela-mor possui grade de jacarandá, piso em mármore com formas geométricas de losangos, e forro em abóbada de berço com medalhão. A sacristia possui forro plano com medalhão e é totalmente revestida com azulejos e o acesso à sacristia foi construído um arco trilobulado. Todos os azulejos utilizados são portugueses da segunda metade do século XVIII. O convento foi construído com dois pavimentos, em torno de um claustro pequeno circundado por galerias com arcos abatidos sobre colunas toscanas. A Ordem Terceira foi construída em torno de outro pátio aberto.